# Universale Polare Stereografische Projektion

Die Universale Polare Stereografische Projektion ist eine winkeltreue und stereografische Projektion, die im UTM-Koordinatensystem für die Darstellung der Polarregionen verwendet wird. Einerseits soll sie übermäßigen Verzerrungen in der Umgebung des Nord- und Südpols vorbeugen, andererseits deren „Zerstückelung“ in mehrere Streifen der UTM-Zylinderprojektion umgehen.
Die Pole werden jeweils auf einen Kreis projiziert. Dieser wird in einem kartesischen Koordinatensystem so ausgerichtet, dass der Mittelpunkt bei den Koordinaten (2.000.000 m / 2.000.000 m) liegt. Im UTM-System ist festgelegt, dass in der UPS-Projektion für den Nordpol die Breitengrade 84° N bis 90° N verwendet werden und für den Südpol die Breitengrade 80° S bis 90° S. Aus dieser Differenz von vier Grad ergibt sich, dass die Kreisprojektionen von Nord- und Südpol einen unterschiedlichen Radius aufweisen.